# Brodie Hofer
Brodie Hofer (Langley, 27 de abril de 2000) é um jogador de voleibol canadense que atua na posição de ponteiro.

## Carreira

### Clube
Hofer atuou no voleibol universitário em sua cidade natal, pela Universidade do Oeste da Trindade, com a qual conquistou os títulos da Canada West Championship de 2020 e 2022.
Em 2023, Hofer assinou com o Cerrad Enea Czarni Radom para disputar a primeira divisão do campeonato polonês, sendo sua primeira experiência profissional por clubes.

### Seleção
Hofer foi vice-campeão com a seleção sub-21 na Copa Pan-Americana de 2019. No mesmo ano disputou o Campeonato Mundial Sub-21, terminando o campeonato na décima segunda colocação.
Em 2021 conquistou o vice-campeonato da Copa Pan-Americana, sendo premiado como um dos melhores ponteiros da competição.
No ano seguinte estreou na seleção adulta canadense para competir a Liga das Nações, terminando o torneio na décima quinta posição. Um mês após, voltou a conquistar mais uma medalha de prata na Copa Pan-Americana após ser derrotado pela seleção cubana.

## Clubes
| Anos  | Clube                    |
| ----- | ------------------------ |
| 2023– | Cerrad Enea Czarni Radom |

## Prêmios individuais
- 2021: Copa Pan-Americana – Melhor ponteiro